# Rödabergsskolan

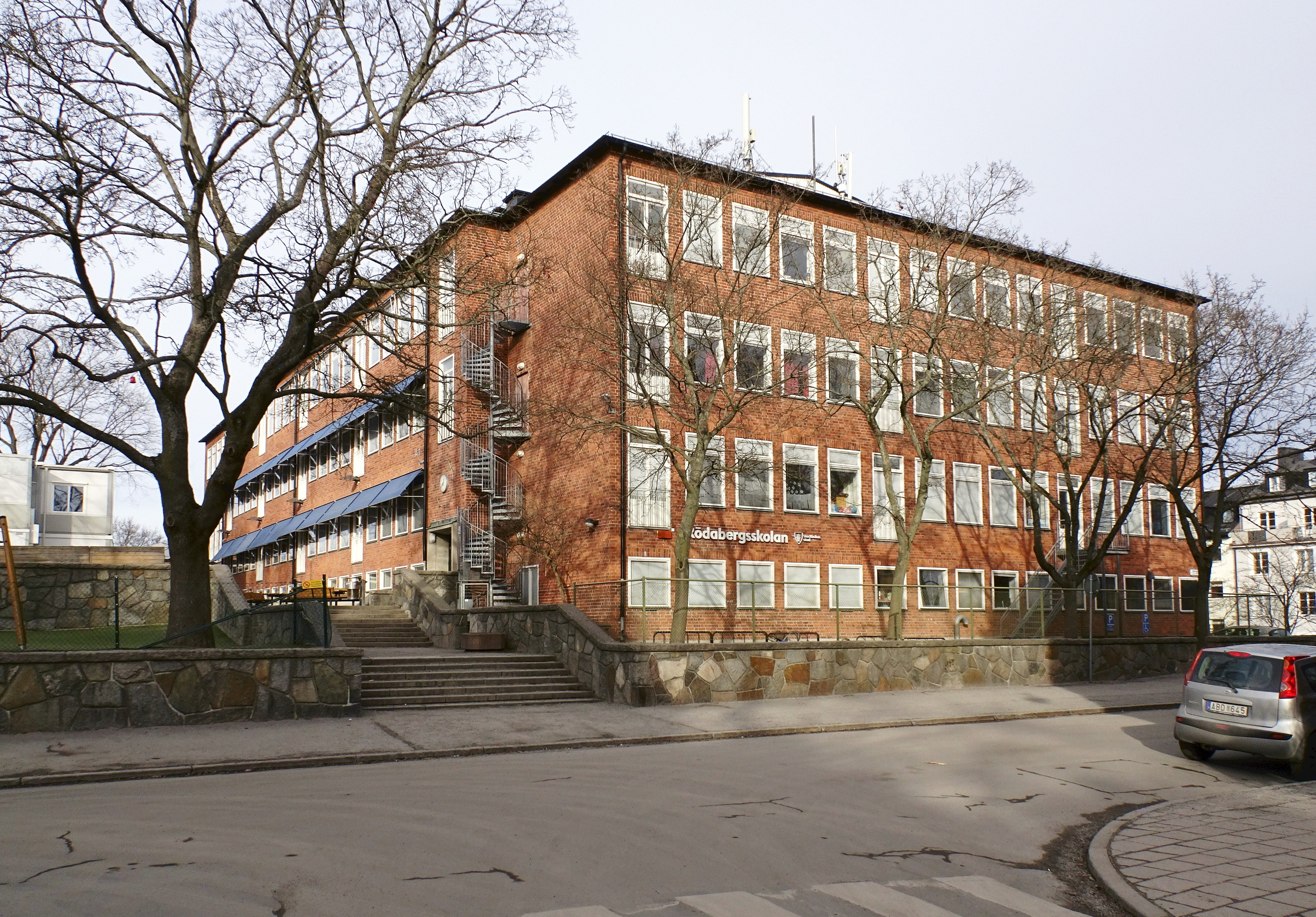
Rödabergsskolan från Upplandsgatan.

Rödabergsskolan (ursprungligen Vasastadens kommunala flickskola) är en kommunal grundskola vid Upplandsgatan 100 i Kvarteret Flygmaskinen i stadsdelen Vasastan i Stockholm. Skolan uppfördes 1953 efter ritningar av arkitekt Paul Hedqvist. Huvudbyggnaden är grönklassad av Stockholms stadsmuseum vilket betyder att bebyggelsen är särskilt värdefull från historisk, kulturhistorisk, miljömässig eller konstnärlig synpunkt. Skolan ligger vid Sankt Eriksparken.

## Historik

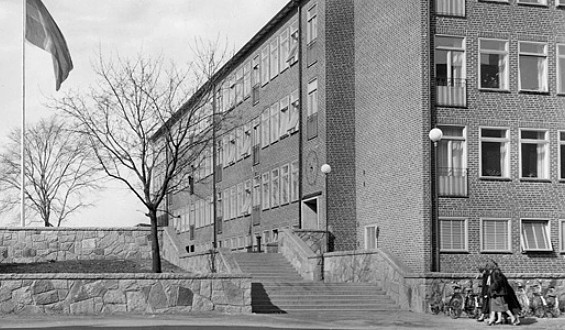
Vasastadens kommunala flickskola 1950.

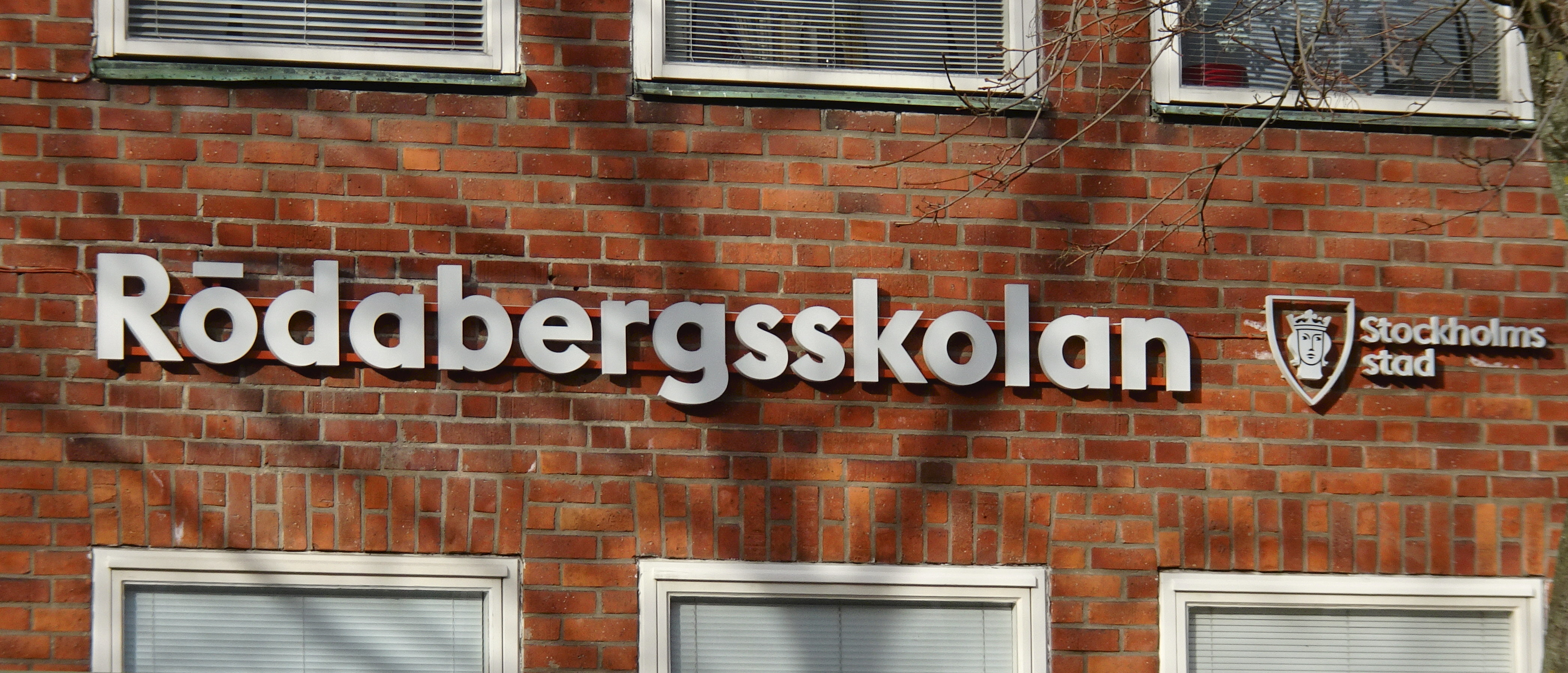
Rödabergsskolan, februari 2017.

Området med kvarteren Motorn och Vingen samt kvarteret Flygmaskinen stadsplanerades på 1920-talet av Stockholms stadsplanedirektör Per Olof Hallman. Redan då reserverades mark i kvarteret Flygmaskinen (nuvarande Sankt Eriksparken) för en offentlig monumentalbyggnad som dock aldrig kom till stånd.  
I slutet av 1940-talet bestämde Stockholms Folkskoledirektion att låta bygga ett nytt skolhus för Vasastadens kommunala flickskola som hade sina lokaler sedan 1939 vid Hälsingegatan 2. I kvarteret Flygmaskinen fanns en lämplig tomt och arkitekt Paul Hedqvist anlitades att formge byggnaden. För Hedqvist gällde det att möta Hallmans  småskaliga kvartersstad, inspirerad av Camillo Sitte och samtidigt tillvarata det exponerade läge högt över Norrtull. 
Hedqvist ritade en hallskola i tre plan där lärosalar och ämnesrum grupperar sig kring en centralhall som får dagsljus genom en taklanternin. Som fasadmaterial valde han rött murtegel. I norra gaveln sitter ett utkragande mittparti bestående av fönster. Det fanns 21 lärosalar för mellan 35 och 40 flickor i åldrarna 13 till 18 år. Till komplexet planerades en i vinkel tillbyggd aula som kunde nås via en förbindelsebyggnad från huvudbyggnaden. Aulan uppfördes dock aldrig. Ursprungligen skulle det även finnas en gymnastikbyggnad, inte heller den byggdes. 
År 1968 ändrades skolans namn till Rödabergsskolan, samtidigt upphörde flickskolan och blev en grundskola för pojkar och flickor för låg- och mellanstadium. 1972 stängdes skolan och nyttjades fram till 1984 som kontor för skolförvaltningen i Stockholm.   
på 80-talet var skolan en engelskspråkig internationell skola med elever från hela världen.       
År 1991 öppnade skolan igen och 1993 stod byggnaden i norr färdig för gymnastik och rum för de lägre klasserna och fritidshem. Den ritades av Stockholms fastighetskontors egen arkitektavdelning.och kallas Röde Orm på grund av sina röda fasader och sin böjda planform med rundade hörn.

## Skolan idag
Rödabergsskolan är en internationell skola med undervisning både på svenska och engelska. Man vänder sig till svensktalande elever från förskolan till årskurs 9 och till engelsktalande från årskurs 1 till 9. År 2017 har Rödabergsskolan omkring 600 elever som kommer från cirka 75 länder. Skolan förfogar över ett bibliotek med över 4 000 svenska och engelska titlar samt tidskrifter, tidningar, kassetter och videofilmer.

### Utbyggnad 2019-2022

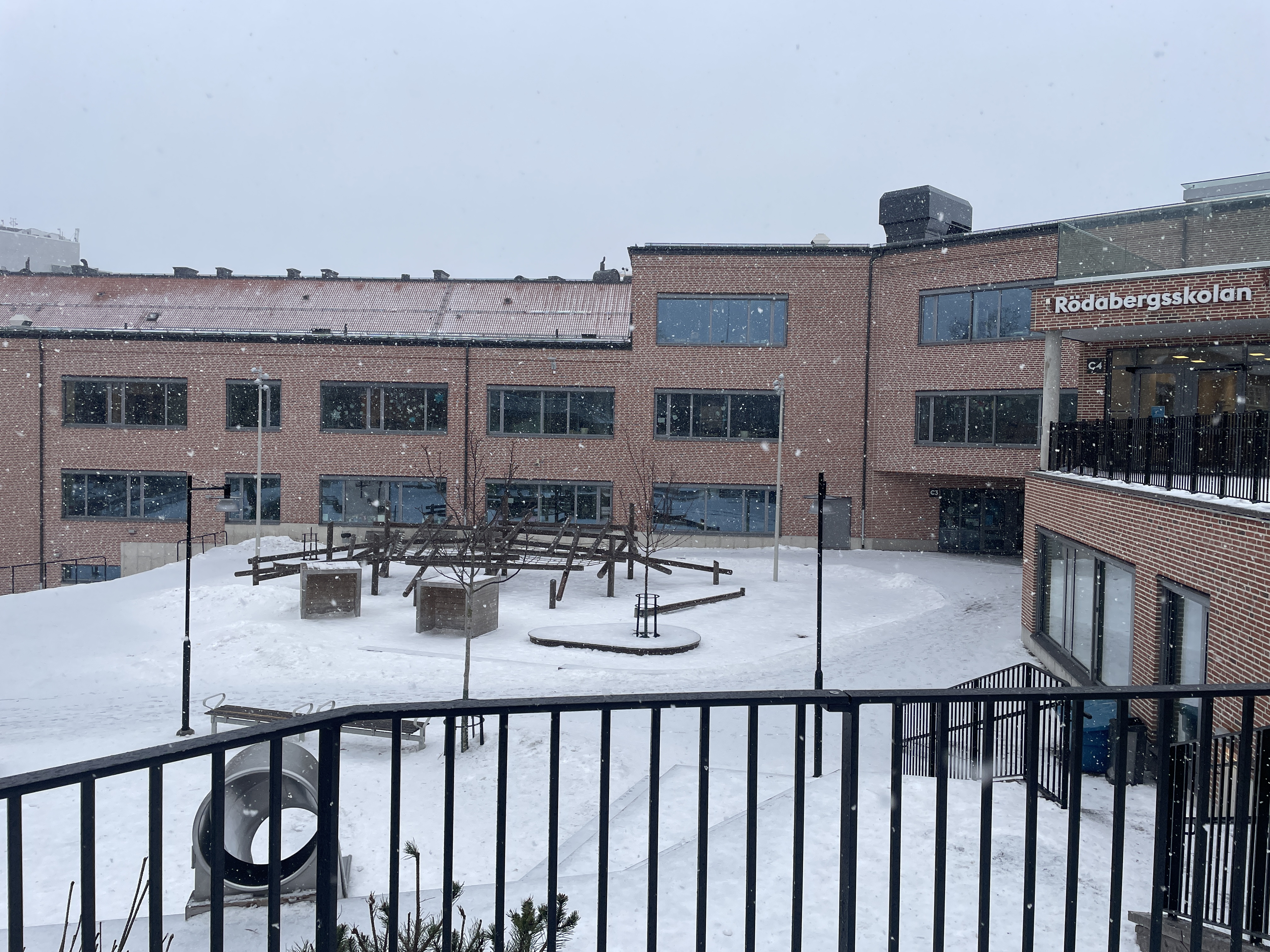
Tillbyggnaden

2019 påbörjades en utbyggnad av skolan, där nya lokaler för  specialsalar och lärmiljöer tillkom. Skolan fick ett nytt storkök och större matsal och i projektet ingick fullstor idrottshall med idrottsförvaltningen som hyresgäst. Utbyggnaderna ritades av Liljewall arkitekter. 

## Bilder

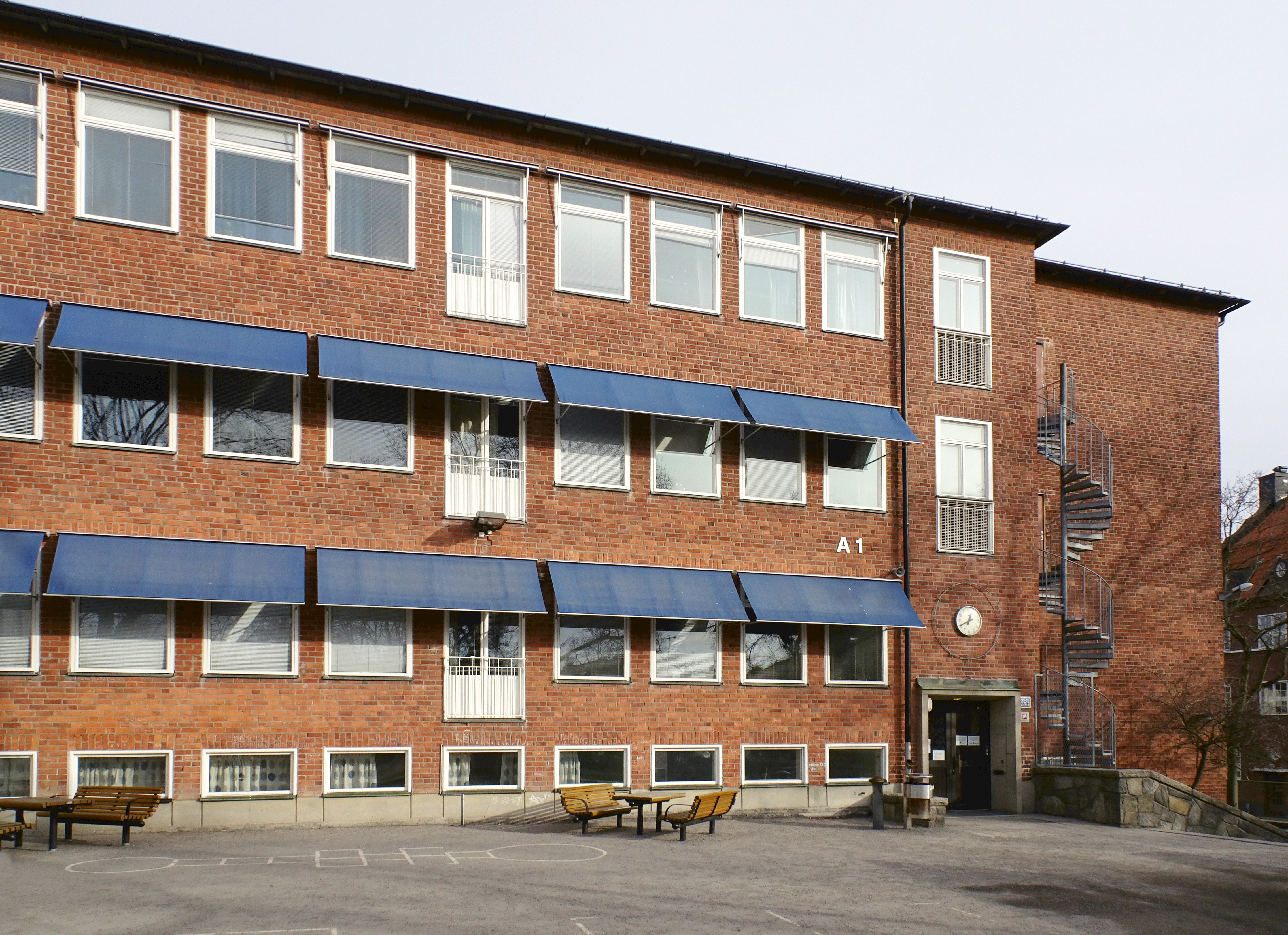
Fasad mot syd
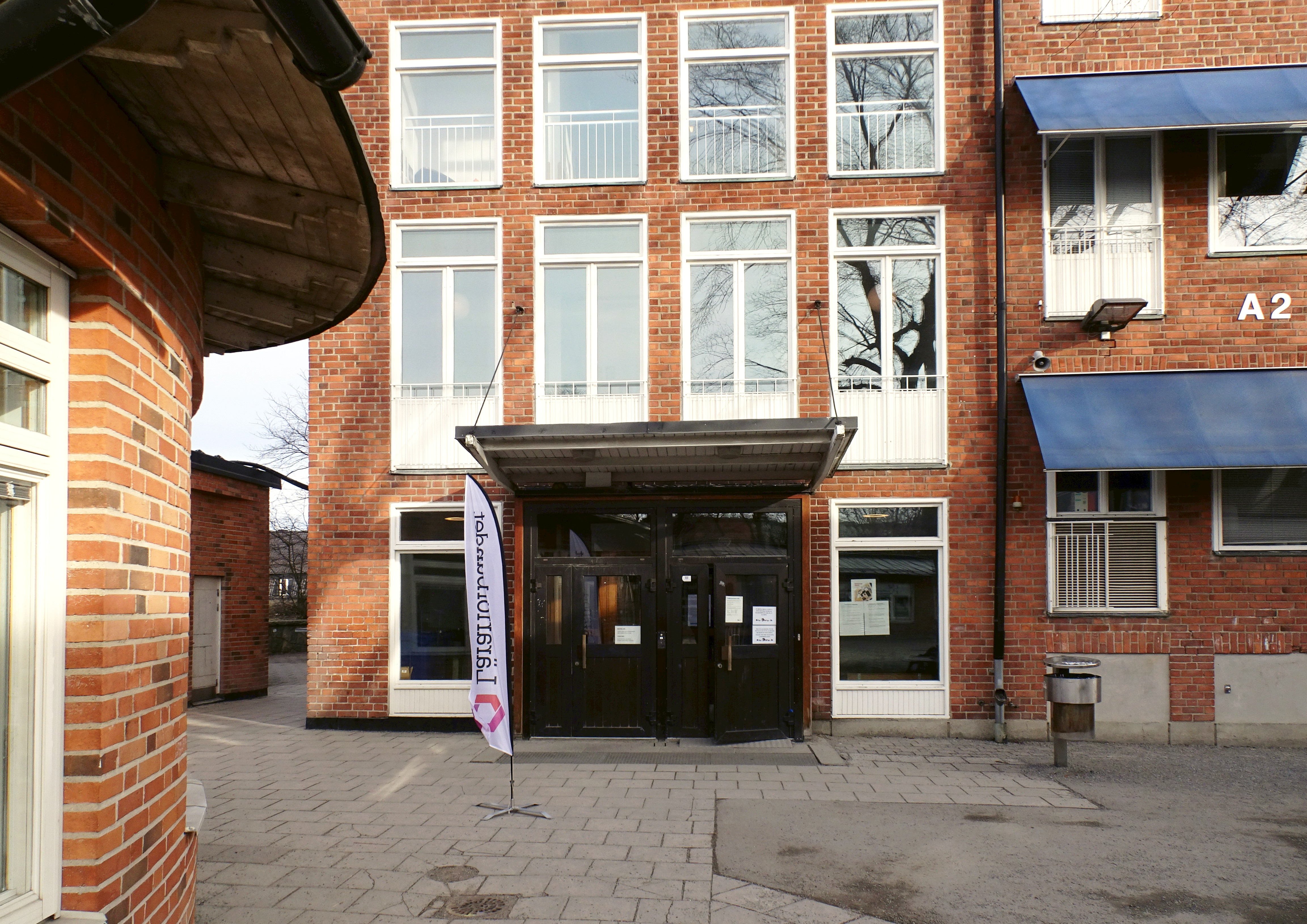
Huvudentrén
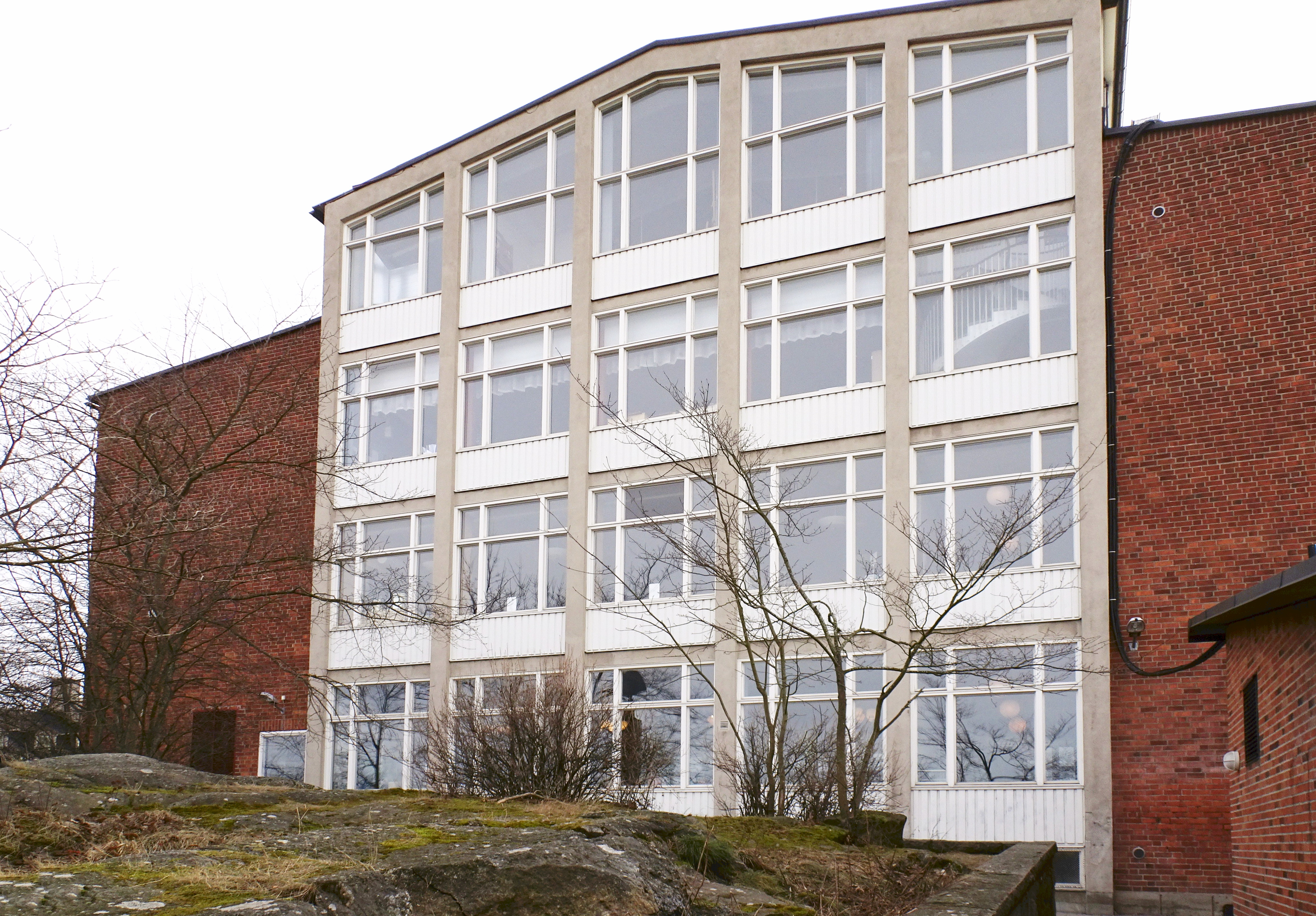
Fasad mot norr
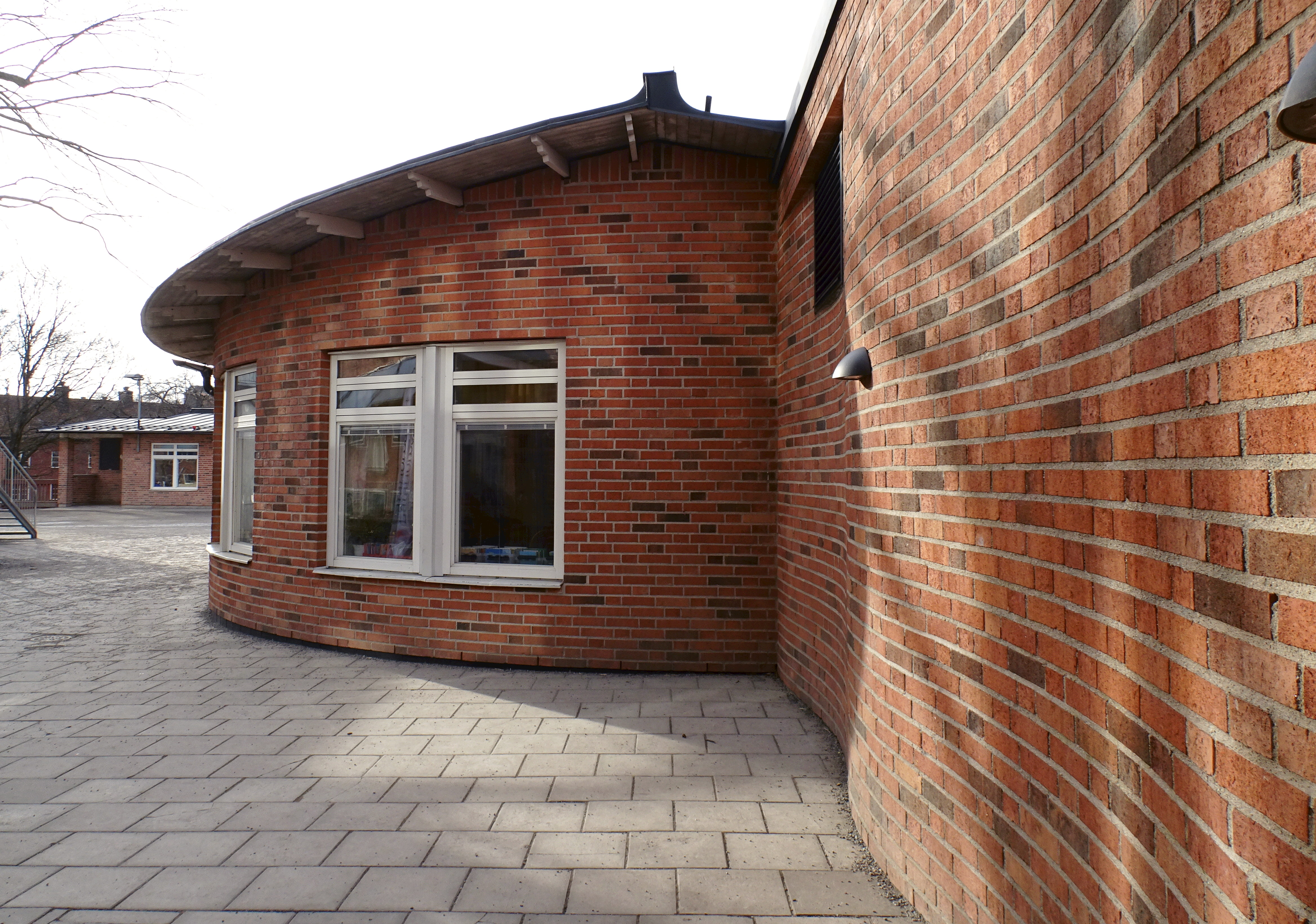
Röde Ormen, numera riven
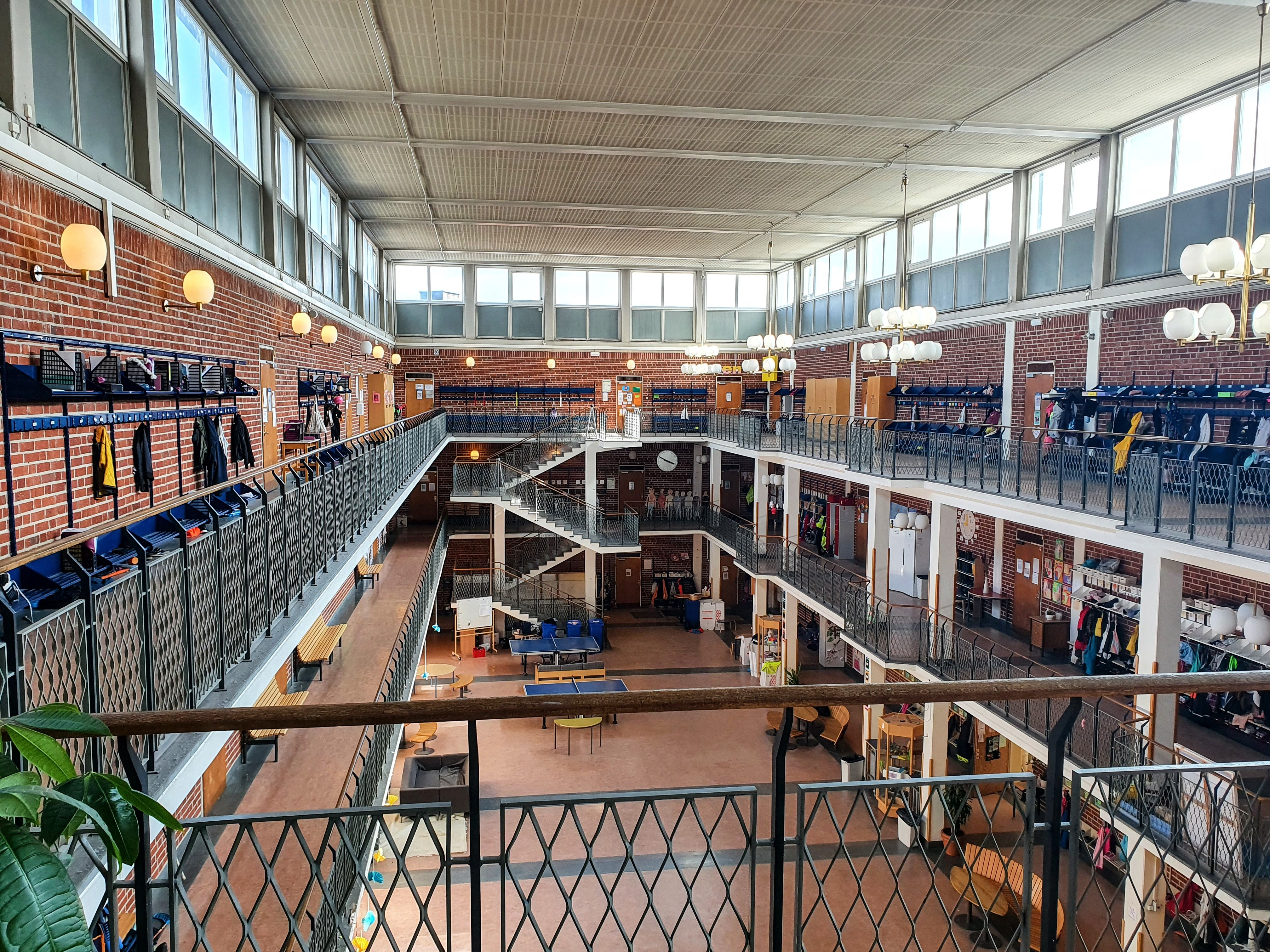
Ljushallen sett från tredje våningen

### Webbreferenser
1. ↑  Stockholms stad: Rödabergsskolan byggs ut